# Monica Raymund
Monica Raymund (St. Petersburg, 26 luglio 1986) è un'attrice e regista statunitense.

## Biografia
L'attrice ha frequentato la Shorecrest Preparatory School a St. Petersburg in Florida. In seguito ha ottenuto il diploma alla Juilliard School a New York e, successivamente, ha frequentato la North Carolina School of the Arts a Winston-Salem. 
Suo padre è presidente del consiglio e amministratore delegato in pensione alla Tech Data Corp., un'azienda che distribuisce componenti per computer e software, con sede a Clearwater. È un nativo di religione ebraica, la cui famiglia proveniva dalla Germania e dall'Est Europa.
Sua madre Sonia è la cofondatrice della Soulful Arts Dance Academy a St. Petersburg ed è originaria di Santo Domingo, nella Repubblica Dominicana. Monica ha anche un fratello di nome Will. L’attrice è alta 163 centimetri, e ha dichiarato che la cosa le ha causato da giovane diversi complessi, perché le ragazze californiane del suo liceo erano tutte molto alte. 
Nel giugno del 2011 l'attrice si sposa con lo scrittore Neil Patrick Stewart; dopo due anni, nel 2013, i due si separano per poi divorziare l'anno seguente. Nel dicembre del 2014, poco dopo la separazione dal marito, Monica Raymund sceglie di fare coming out. L'attrice annuncia quindi pubblicamente, tramite il proprio account Twitter (ora rinominato X), di essere bisessuale, e che prima dell'annuncio pubblico lo è stata segretamente per oltre dieci anni, anche durante il matrimonio. Successivamente, nel settembre del 2015 annuncia la sua relazione con la direttrice della fotografia Tari Segal, conosciuta sul set di Chicago Fire.

## Carriera
Mentre frequentava la Juilliard School,  Monica Raymund ha recitato in Cymbeline diretto da Richard Feldman; The Diviners diretto da Jonathan Bernstein e Animal Farm diretto da Trizana Beverley. In seguito si è esibita anche nella sua città natale (St. Petersburg, Florida) in Manhattan Casino (diretto da Bob Devin Jones), una produzione originale della LiveArts Peninsula Foundation, in cui ha interpretato il personaggio principale di Althea Dunbar, e in Webb's City: The Musical (musica e testi di Lee Ahlin, scritto e diretto da William Leavengood). L'attrice è stata anche una studentessa al Broadway Theater Project di Ann Reinking.
Nel 2008 ha lavorato anche con il commediografo José Rivera in Boleros for the Disenchanted all'Huntington Theatre Company di Boston. Inoltre nello stesso anno è comparsa nella scena di apertura dell'episodio Authority della nona stagione della serie televisiva Law & Order - Unità vittime speciali, come vittima di un'umiliazione sessuale. La scena rappresenta il suo debutto come attrice, sia in campo televisivo che cinematografico. Tra il 2009 e il 2011 ha recitato nel ruolo di Ria Torres, collaboratrice del dottor Cal Lightman, nella serie Lie to Me; interpretava una sorta di macchina della verità umana, il suo personaggio aveva delle doti naturali, quindi non aveva ricevuto nessun addestramento per riconoscere le bugie o le emozioni degli altri.
Dal 2011 al 2012 l'attrice ha avuto un ruolo ricorrente nella terza stagione della commedia della CBS intitolata The Good Wife, in cui interpretava Dana Lodge, assistente procuratore della contea di Cook. Dal 2012 al 2018 è stata nel cast della serie TV della NBC Chicago Fire, nel ruolo del paramedico e vigile del fuoco Gabriela Dawson. Durante questo periodo è apparsa anche negli episodi crossover che coinvolgono i due spin-off della serie, Chicago P.D. e Chicago Med. Nel 2024 ha recitato nell'episodio pilota della nuova serie prodotta da Dick Wolf, intitolata On Call - Di pattuglia.

## Filmografia

### Attrice

#### Cinema
- La frode (Arbitrage), regia di Nicholas Jarecki (2012)
- Brahmin Bulls, regia di Mahesh Pailoor (2013)
- Happy Baby, regia di Stephen Elliott (2016)
- Bros, regia di Nicholas Stoller (2022)

#### Televisione
- Law & Order - Unità vittime speciali (Law & Order - Special Victims Unit) - serie TV, episodio 9x17 (2008)
- Lie to Me – serie TV, 48 episodi (2009-2011)
- Blue Bloods – serie TV, episodio 2x03 (2011)
- The Good Wife – serie TV, 9 episodi (2011-2012)
- Chicago Fire – serie TV, 139 episodi (2012-2018)
- Chicago P.D. – serie TV, 9 episodi (2014-2018)
- Chicago Med – serie TV, episodi 1x5 e 2x4 (2016)
- Special Skills – serie TV, episodio 1x1 (2017)
- Hightown – serie TV, 25 episodi (2020-2024)
- L'ammutinamento del Caine - Corte marziale (The Caine Mutiny Court-Martial), regia di William Friedkin – film TV (2023)
- On Call - Di pattuglia (On Call) – serie TV, episodio 1x01 (2024)

#### Cortometraggi
- Fighter - cortometraggio (2007)
- Love? Pain - cortometraggio (2008)
- Fifty Grades of Shay - cortometraggio (2012)

### Regista
- Law & Order - Unità vittime speciali (Law & Order: Special Victims Unit) – serie TV, episodio 20x08 (2018)
- FBI – serie TV, 4 episodi (2020-2024)
- Law & Order: Organized Crime – serie TV, episodio 2x06 (2021)
- The Sinner – serie TV episodio 4x08 (2021)
- The Endgame - La regina delle rapine (The Endgame) – serie TV, episodio 1x06 (2021)
- Hightown – serie TV, episodi 2x03-3x03 (2021-2024)
- Il mistero dei Templari - La serie (National Treasure: Edge of History) – serie TV, episodio 1x03 (2022)
- Power Book II: Ghost – serie TV, episodio 4x04 (2024)
- Dexter: Original Sin – serie TV, 4 episodi (2024-2025)
- Dexter: Resurrection – serie TV, 4 episodi (2025)

## Doppiatrici italiane
Nelle versioni in italiano delle opere in cui ha recitato, Monica Raymund è stata doppiata da:
- Claudia Razzi in Lie to Me, The Good Wife
- Rossella Acerbo in Chicago Fire, Chicago P.D.
- Federica De Bortoli in Law & Order - Unità vittime speciali
- Perla Liberatori in Blue Bloods
- Domitilla D'Amico in Bros